# Disturbo d'ansia generalizzato
Il disturbo d'ansia generalizzato, abbreviato anche DAG o GAD (dall'inglese Generalized anxiety disorder), è un disturbo d'ansia caratterizzato dai sintomi psichici (preoccupazione eccessiva e spesso irrazionale) e fisici (somatizzazioni) dell'ansia che non sono dovuti ad una causa specifica ma sono diretti verso molteplici aspetti della vita in genere (ovvero è aspecifica e continuativa).
Questioni della vita quotidiana come la salute, le finanze, la famiglia, i problemi relazionali o le difficoltà lavorative diventano fonte di una preoccupazione eccessiva e costante che compromette notevolmente la qualità di vita del soggetto colpito dal disturbo. Nel commentare le sue difficoltà, il paziente è di solito assai preciso e appropriato nel riconoscere la discrepanza tra dimensione reale delle difficoltà da affrontare e quota d'ansia che queste evocano e sente di temere per qualcosa ma senza essere capace di esprimere specificatamente di che paura si tratti.
I sintomi caratteristici sono quelli degli stati d'allarme, contraddistinti da una condizione psichica di generale attesa apprensiva e segni fisici di attivazione vegetativa (hyperarousal): preoccupazione eccessiva, irrequietezza, disturbi del sonno, stanchezza, irritabilità, sudorazione e tremore, disturbi digestivi ma anche sensazione di distacco come derealizzazione e depersonalizzazione.
È un problema che interessa prevalentemente le donne (1,5:1) e complessivamente il 3-5% della popolazione. Il disturbo può venir sottovalutato dai pazienti e diviene generalmente cronico: di solito si presenta in età infantile, tanto che il paziente riferisce di essere ansioso "da sempre".

## Diagnosi
Criteri diagnostici secondo il Manuale Diagnostico Statistico dei Disturbi Mentali (DSM-5)
- Eccessiva ansia e preoccupazione, che si verificano nella maggioranza dei giorni, per almeno 6 mesi, riguardo numerosi eventi o attività (lavoro, scuola, vita sociale);
- L'individuo trova difficile controllare la preoccupazione;
- L'ansia e la preoccupazione sono associati a 3 o più dei seguenti sintomi:
  - Irrequietezza
  - Facile faticabilità
  - Difficoltà di concentrazione
  - Irritabilità
  - Tensione muscolare
  - Turbe del sonno
- L'ansia, la preoccupazione o i sintomi fisici causano disagio clinicamente significativo o ostacolano le aree di funzionamento sociale o lavorativo;
- Il disturbo non è attribuibile ad effetti fisiologici di sostanze o altra condizione medica;
- Il disturbo non è meglio spiegato da sintomi di altri disturbi psichici.

## Terapia
Le linee guida indicano come trattamento di prima linea per il trattamento del disturbo d'ansia generalizzato la psicoterapia, specie nel caso di disturbi moderati e nei soggetti giovani; solo successivamente o quando il disturbo è particolarmente invalidante, si ricorre alla prescrizione di psicofarmaci, sempre in associazione ad un percorso psicoterapeutico.
A queste terapie classiche, vengono sempre più spesso associati interventi complementari che in numerosi studi si sono dimostrati in grado di rafforzare gli effetti dei trattamenti di prima linea come esercizio fisico, miglioramento della sfera relazionale e degli stili di vita, riduzione dei fattori di stress, igiene del sonno, tecniche di rilassamento, smettere di fumare e di bere alcolici.
Nel caso di disturbi moderati, vengono spesso utilizzati estratti fitoterapici titolati classificati come integratori e che in diversi studi si sono dimostrati in grado di esercitare consistenti effetti terapeutici (come quelli a base di kava kava, rhodiola rosea, passiflora e valeriana). Tuttavia non sono al momento presenti indicazioni sufficienti per raccomandarli come trattamenti per il disturbo.

### Psicoterapia
Le linee guida del NICE (National Institute of Clinical Excellence) raccomandano comunque l’associazione della psicoterapia al trattamento farmacologico, e raccomandano come forme di trattamento psicologico ad alta intensità, sulla base dell'evidenza scientifica analizzata, la psicoterapia cognitivo-comportamentale (CBT) e le tecniche di rilassamento applicate.

### Farmacoterapia
Quando la psicoterapia non sortisce gli effetti desiderati, o nel caso di disturbo grave e persistente, numerosi approcci farmacologici si sono dimostrati in grado di esercitare consistenti effetti terapeutici nei confronti del disturbo d'ansia generalizzato. Per via della sua natura cronica e pervasiva, la farmacoterapia del disturbo d'ansia generalizzato prevede un trattamento prolungato e costante, non al bisogno, anche dopo la risoluzione dei sintomi nell'ottica di prevenire le ricadute.
Le linee guida indicano come trattamento di prima linea gli antidepressivi SSRI (in particolare la fluvoxamina). Questi farmaci sono preferiti alle classiche benzodiazepine perché presentano la stessa efficacia terapeutica ma sono pressoché privi degli effetti collaterali di sedazione, tolleranza, dipendenza, compromissione delle capacità cognitive. Tuttavia il loro effetto terapeutico si instaura circa 3-4 settimane dopo l'inizio del trattamento e non li rende perciò adatti per un trattamento "al bisogno".
Le benzodiazepine, molto utilizzate specie negli anni passati, non sono più raccomandate per il trattamento prolungato del disturbo a causa dei loro effetti collaterali, la tolleranza (perdita di efficacia nel tempo) e dipendenza, nonché la compromissione delle facoltà cognitive specie nel trattamento a lungo termine. Tuttavia hanno un effetto rapido e sono perciò utili per il trattamento al bisogno. 
Molti altri farmaci mostrano un consistente effetto terapeutico nel trattamento del disturbo ed anche se a volte sono formalmente approvati per il trattamento di altre patologie, stanno incontrando un sempre più ampio riscontro da parte degli studi specie quando è necessario trattare contemporaneamente più sintomi, oppure quando gli effetti collaterali degli SSRI risultano non tollerabili dal paziente. Di questi fanno parte:
- Ansiolitici atipici: sono farmaci appositamente studiati ed approvati per il trattamento dei disturbi d'ansia e che rientrano tra i classici ansiolitici sedativi (benzodiazepine). Il buspirone, un composto della classe degli azapironi, ha nel trattamento del disturbo d'ansia generalizzato una delle sue indicazioni elettive. È un agonista serotoninergico (5-HT1A) e antagonista dopaminergico (D2s) presinaptico. Analogamente vengono utilizzati il Tofisopam, l'etifoxina ed altri. Sono preferiti alle benzodiazepine perché hanno una azione ansiolitica selettiva, sono pressoché privi degli effetti collaterali di sedazione, tolleranza, dipendenza, compromissione delle capacità cognitive e interazioni con altri sedativi come l'alcol. Rispetto agli SSRI presentano il vantaggio di non avere effetti collaterali sulla sfera sessuale. Tuttavia il loro effetto terapeutico si instaura nel corso delle prime settimane di trattamento non rendendoli utili per il trattamento al bisogno.
- Antidepressivi: molti antidepressivi, al di là del nome, hanno un effetto terapeutico nei confronti del disturbo, mostrando una efficacia comparabile o a volte maggiore rispetto agli SSRI. Tuttavia i possibili effetti collaterali o la minore mole di studi a supporto, non hanno permesso di classificarli come trattamenti di prima linea. Di questi fanno parte ad esempio vilazodone, mirtazapina, trazodone, moclobemide, amisulpride, trianilcipromina e fenelzina e triciclici.[11]
- Antiepilettici: Pregabalin e Gabapentin sono molto efficaci nel trattamento del disturbo, specie se associato ad altri sintomi come insonnia e somatizzazioni. Agiscono sul canale del calcio voltaggio-dipendente, diminuendo di conseguenza il rilascio di alcuni neurotrasmettitori come glutammato, norepinefrina e sostanza P da parte delle sinapsi. Il loro profilo terapeutico è superiore a quello delle benzodiazepine, mostrando rispetto a queste una maggiore efficacia nei confronti dei sintomi psichici dell'ansia e delle somatizzazioni, un basso potenziale di abuso e dipendenza, assenza di fenomeni di tolleranza, minori disturbi cognitivi e ridotti effetti sull'architettura del sonno. Il loro effetto terapeutico si instaura dopo circa 1 settimana.[12] Della stessa categoria, anche se meno caratterizzato per tale disturbo, fa parte il Phenibut.
- Antistaminici: i farmaci antistaminici di prima generazione, con azione centrale sui recettori istaminergici di tipo H1 combinata a quella su altri sistemi, mostrano effetti ansiolitici e alcuni vantaggi terapeutici che li rendono utili nel trattamento del disturbo specie se associato ad altri sintomi come insonnia e somatizzazioni. Farmaci come idrossizina, ciproeptadina, clorfenidramina fanno parte di questa categoria.[11]
- Antipertensivi: farmaci che agiscono sui recettori α 2A a livello centrale mostrano effetti terapeutici nei confronti del disturbo. Sono utili nei casi in cui si associa sonnolenza, sintomi cognitivi, ipertensione, somatizzazioni e ne fanno parte clonidina e guanfacina.[11]

### Terapie complementari
Alcuni studi sembrano indicare l'agopuntura come in grado di ridurre i sintomi di ansia generalizzata, principalmente attraverso i suoi effetti di stimolazione del sistema parasimpatico, ma sono ancora necessari studi controllati randomizzati con numerosità campionarie adeguate per supportare tale dato.

## Fattori di rischio
Una rassegna sistematica della letteratura scientifica condotta nel 2014 ha individuato alcuni fattori di rischio per lo sviluppo del disturbo; in particolare:
- Per quanto riguarda i fattori socio-demografici, si è riscontrato come l'età matura, l'essere non sposato/a, divorziato/a o vedovo/a e uno status socio-economico basso
- Per quanto riguarda i fattori ambientali, si è riscontrato come l'aver esperito durante l'infanzia degli eventi di vita stressanti si associa a una maggior probabilità di sviluppare il GAD[17][18][19], laddove per eventi di questo tipo si intendono eventi come morte, separazione o divorzio dei genitori prima dei 10 anni d'età.
- Per quanto riguarda i fattori familiari, si è riscontrato come abbiano maggior probabilità di sviluppare il GAD quegli individui i cui genitori presentino a loro volta nella propria storia clinica una diagnosi di GAD[18], ma anche episodi di depressione[20], o altri problemi di salute mentale[21].
- Per quanto riguarda i fattori psicologici, si è riscontrato come alcuni tratti di personalità, misurati in qualsiasi momento della vita della persona, sono stati associati a una maggior probabilità di sviluppare il GAD: nevroticismo[21], inibizione comportamentale, evitamento del danno e dipendenza dalla ricompensa[18]. Inoltre, sono fattori che aumentano il rischio di rispondere ai criteri diagnostici del GAD anche il soffrire di un altro disturbo d'ansia, di un disturbo di personalità, del disturbo bipolare, di depressione maggiore, di depressione o di disturbi del sonno.

Altri fattori, come disabilità, personalità/stile dei genitori e tabagismo, hanno portato a risultati contrastanti in diversi studi, e meritano quindi un approfondimento scientifico.

## Fisiopatologia
A livello neurochimico, alcuni studi hanno associato il disturbo a specifiche alterazioni dei neurotrasmettitori:
- Diminuita densità di recettori GABA-A[22];
- Diminuita concentrazione nel fluido cerebrospinale del metabolita della serotonina acido 5-idrossiindolacetico (5-HIAA)[23].

A livello neurostrutturale, alcuni studi hanno associato il disturbo a specifiche alterazioni cerebrali:
- Un aumentato volume dell'amigdala[24][25];
- Un aumentato volume della corteccia prefrontale dorsomediale (DMPFC)[25].